# Nick Evans (rugbysta)
Nicholas John „Nick” Evans (ur. 14 sierpnia 1980 w Auckland), nowozelandzki rugbysta, łącznik ataku lub obrońca, reprezentant kraju.
Dla reprezentacji Nowej Zelandii w rugby, w której debiutował w 2004 roku w meczu z Anglią, rozegrał 15 spotkań i zdobył 103 punkty. 
Uczestnik Mistrzostw Świata we Francji w 2007 i z 50 punktami najskuteczniejszy zawodnik w drużynie All Blacks. Zdobywca 33 punktów w meczu przeciwko Portugalii.